# Dubuque County
Das Dubuque County ist ein County im US-amerikanischen Bundesstaat Iowa. Im Jahr 2020 hatte das County 99.266 Einwohner und eine Bevölkerungsdichte von 63 Einwohnern pro Quadratkilometer. Der Verwaltungssitz (County Seat) ist Dubuque.

## Geografie
Das County liegt im Osten von Iowa an der Grenze zu Wisconsin und Illinois, die durch den Mississippi River gebildet wird. Das Dubuque County hat eine Fläche von 1597 Quadratkilometern, wovon 22 Quadratkilometer Wasserfläche sind. Es grenzt an folgende Nachbarcountys:
|                 | Clayton County                              | Grant County (Wisconsin)     |
| Delaware County | Kompassrose, die auf Nachbargemeinden zeigt | Jo Daviess County (Illinois) |
| Jones County    |                                             | Jackson County               |

Das County wird vom Office of Management and Budget zu statistischen Zwecken als Dubuque, IA Metropolitan Statistical Area geführt.

## Verkehr
Der älteste Verkehrsweg ist der Mississippi, auf dem auch heute ein wichtiger Teil der Warenströme durch das Zentrum der USA transportiert wird. Der Fluss wird für große Binnenschiffe durch Stauwerke schiffbar gehalten, von denen sich mit Lock and Dam No. 11 eines im Dubuque County befindet.
Durch das Dubuque County verläuft parallel zum Mississippi der den Iowa-Abschnitt der Great River Road bildende U.S. Highway 52. In der Stadt Dubuque trifft dieser auf die U.S. Highways 20 und 61 sowie den zum Freeway ausgebauten U.S. Highway 151. Der Highway 20 führt über die Julien Dubuque Bridge nach Illinois, die Highways 61 und 151 führen gemeinsam über die Dubuque - Wisconsin Bridge nach Wisconsin.
Durch das Dubuque County verläuft eine am Westufer des Mississippi verlaufende Bahnlinie der Canadian Pacific Railway. In der Stadt Dubuque kreuzt diese eine Strecke der Canadian National Railway, die von Westen kommend die eingleisige Dubuque Rail Bridge in Richtung Illinois überquert.
Im Dubuque County gibt es mit dem Dubuque Regional Airport einen Flughafen, über den die Region mit Zubringerflügen nach Chicago O’Hare Anschluss an das nationale und internationale Luftverkehrsnetz hat.

## Geschichte
Das Dubuque County wurde am 1. Oktober 1834 auf dem Gebiet des damaligen Michigan-Territoriums gebildet. Benannt wurde es nach Julien Dubuque (1762–1810), einem der ersten weißen Siedler in diesem Gebiet.

### Historische Objekte

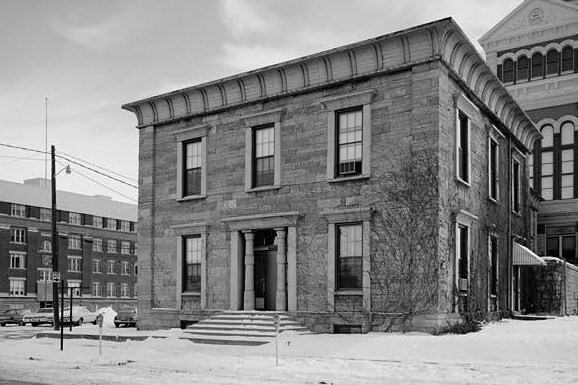
Dubuque County Jail in Dubuque, seit 1972 im NRHP gelistet
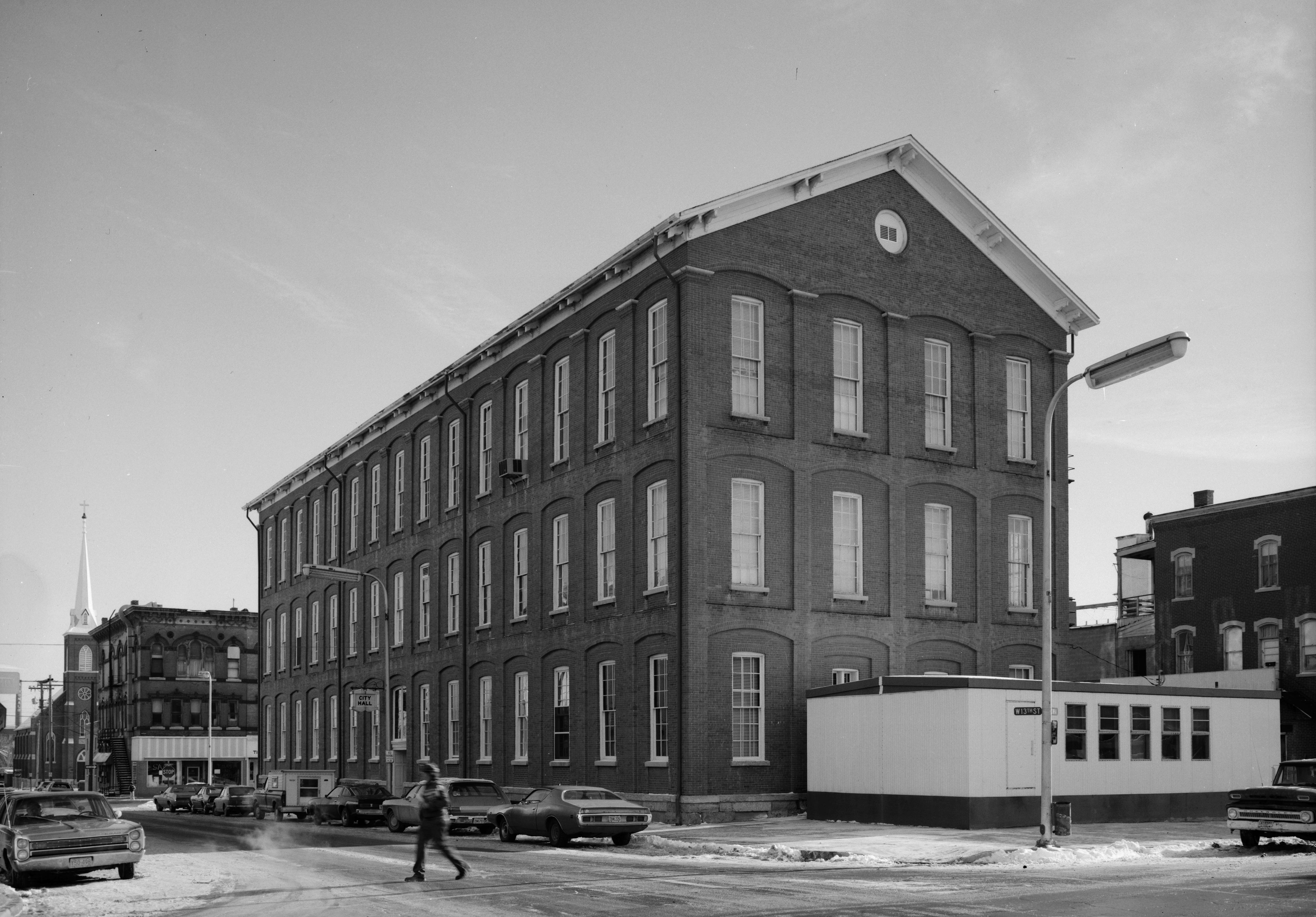
Dubuque City Hall, seit 1972 im NRHP gelistet
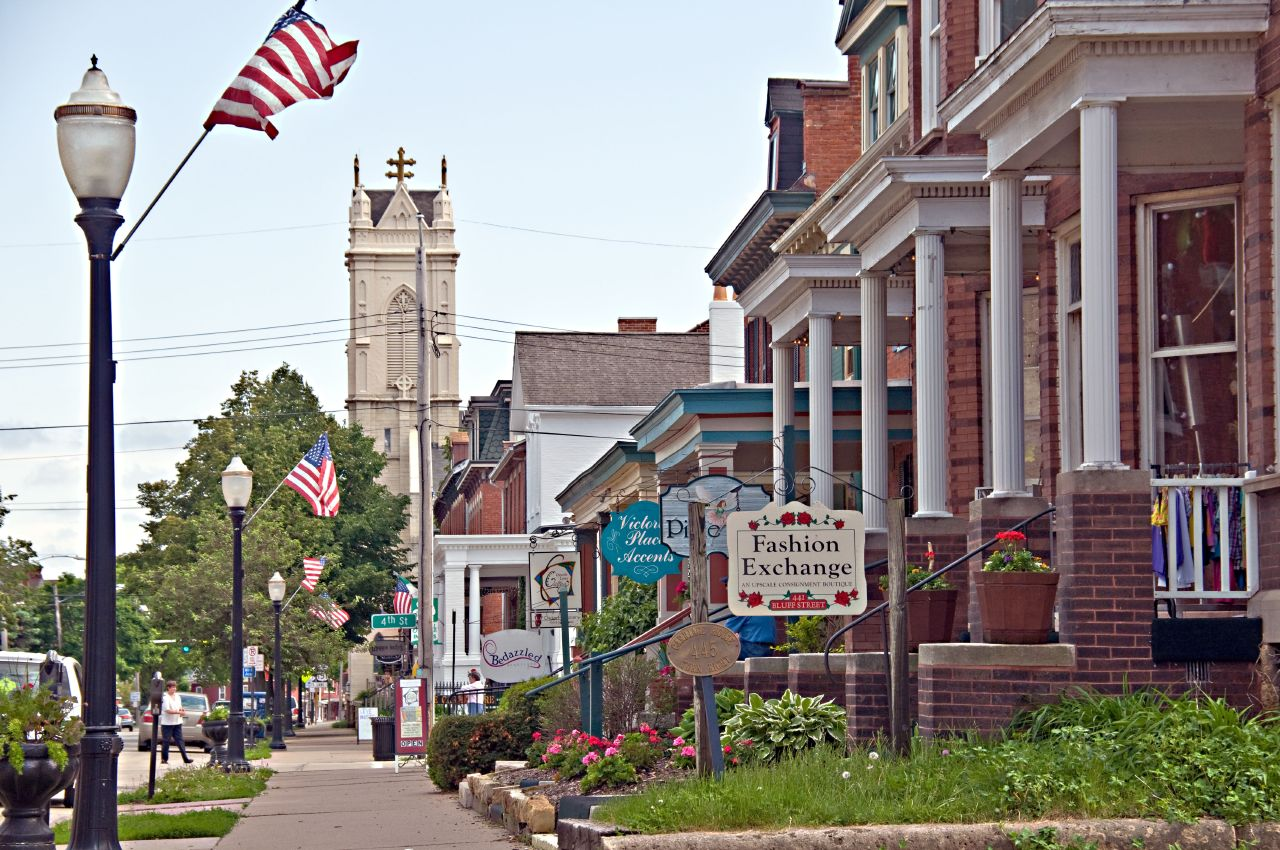
Cathedral Historic District in Dubuque, seit 1985 im NRHP gelistet
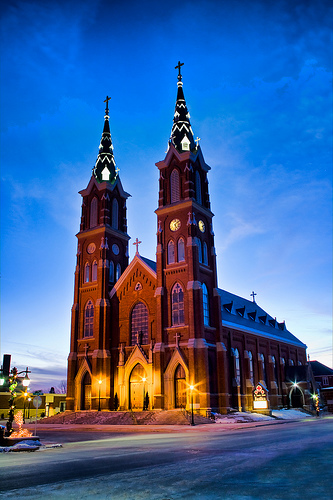
Basilica of St. Francis Xavier in Dubuque, seit 1999 im NRHP gelistet
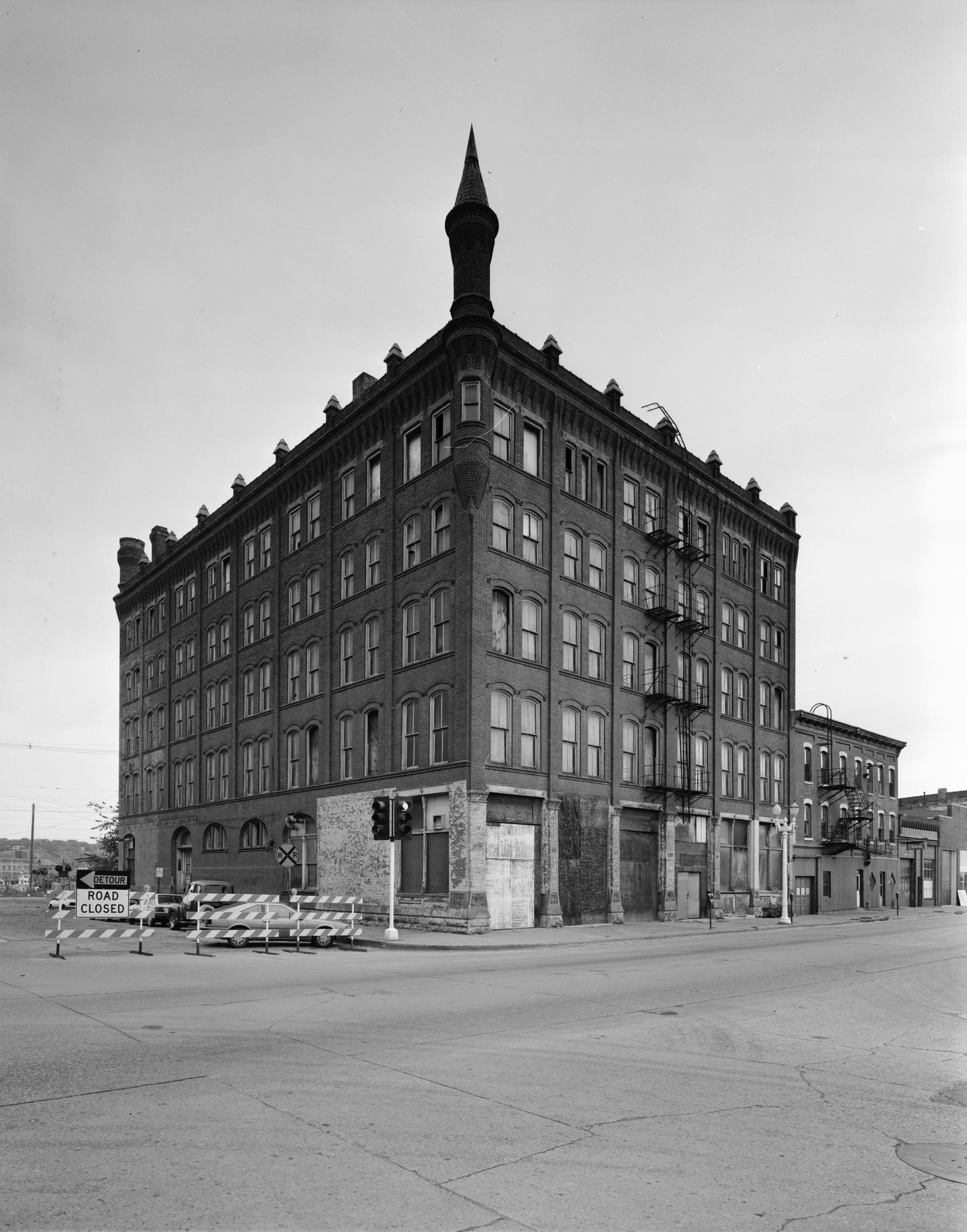
Bishop's Block in Dubuque, seit 1994 im NRHP gelistet
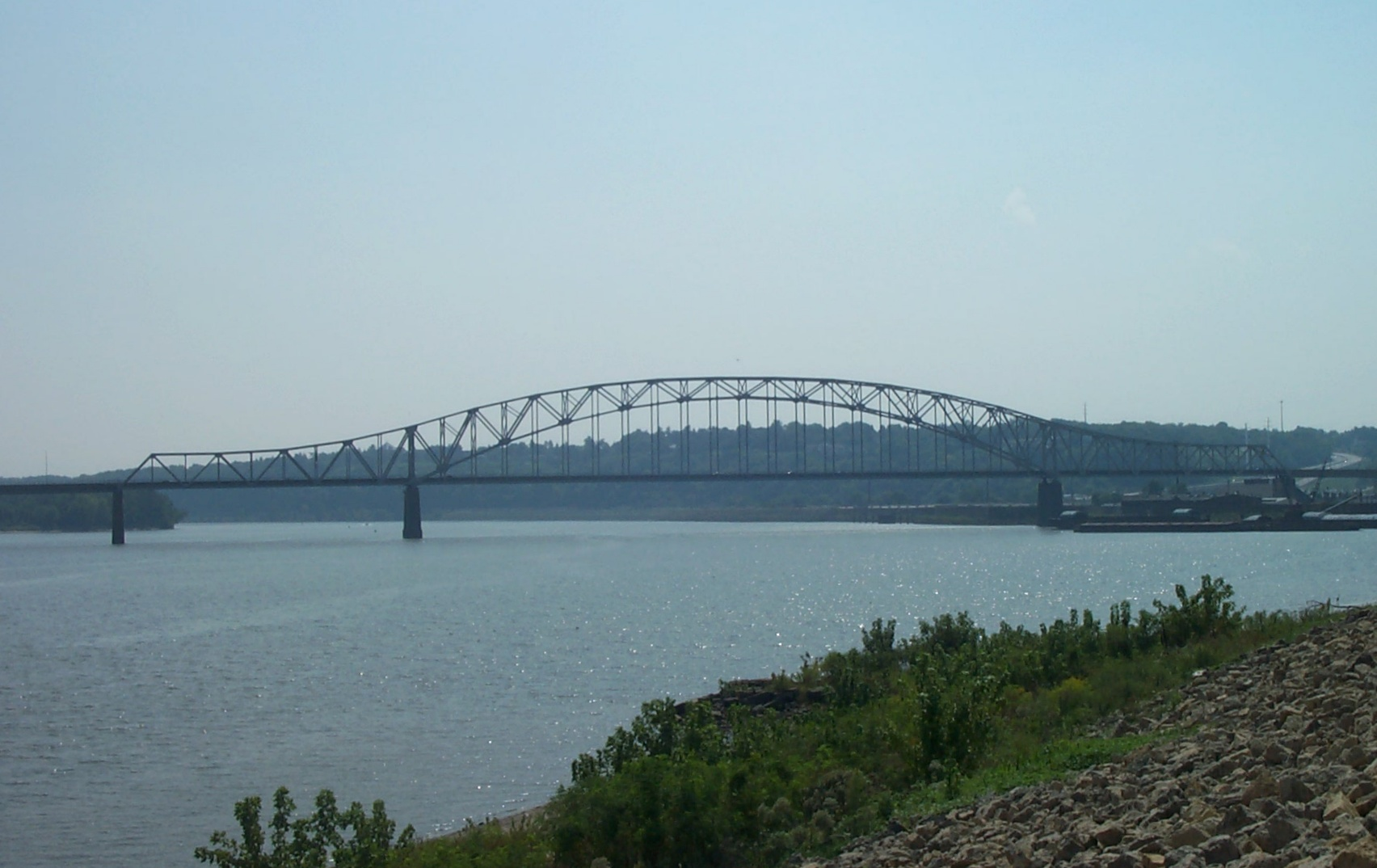
Julien Dubuque Bridge von Dubuque nach Illinois, seit 1999 im NRHP gelistet
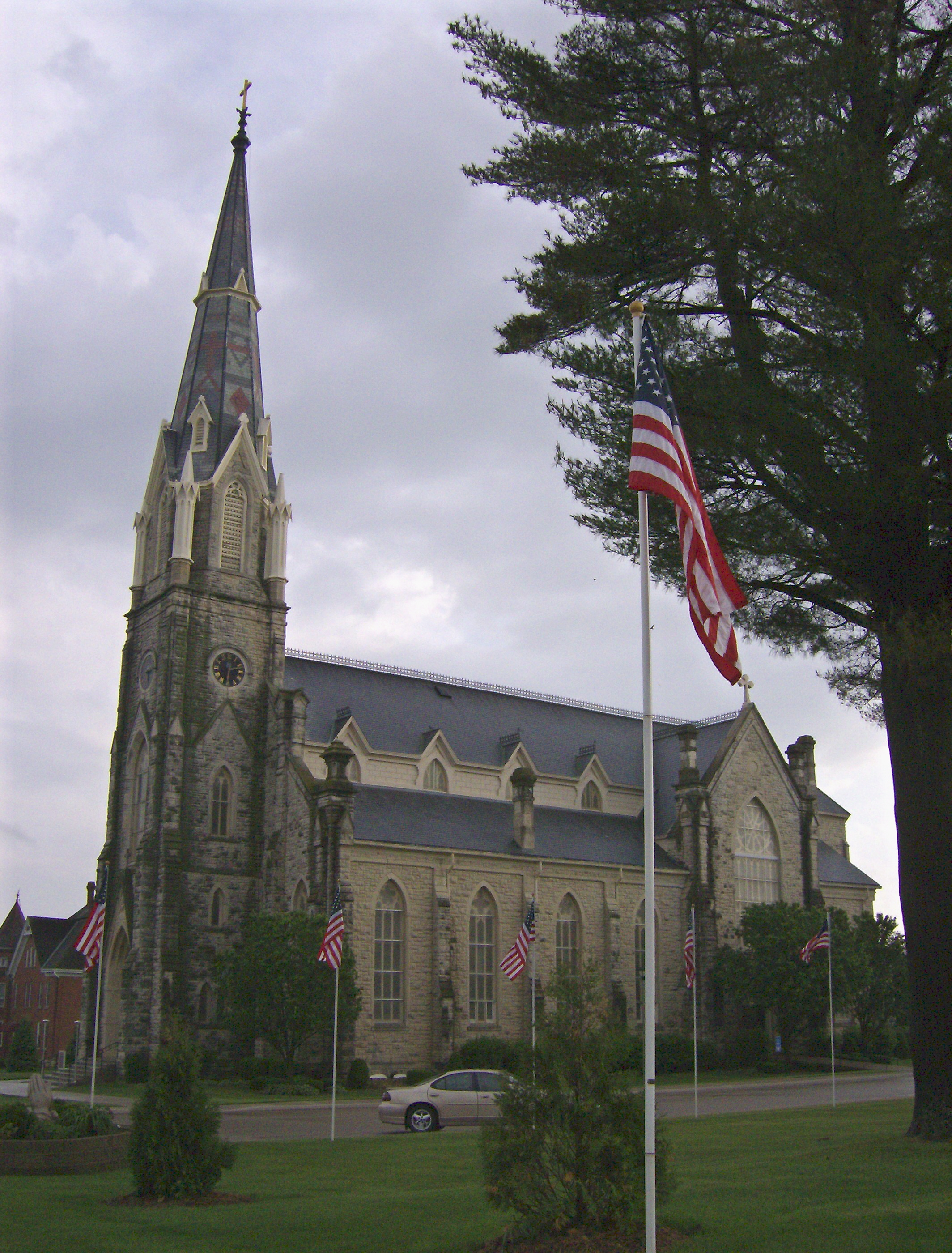
St. Boniface in New Vienna, seit 1999 im NRHP gelistet
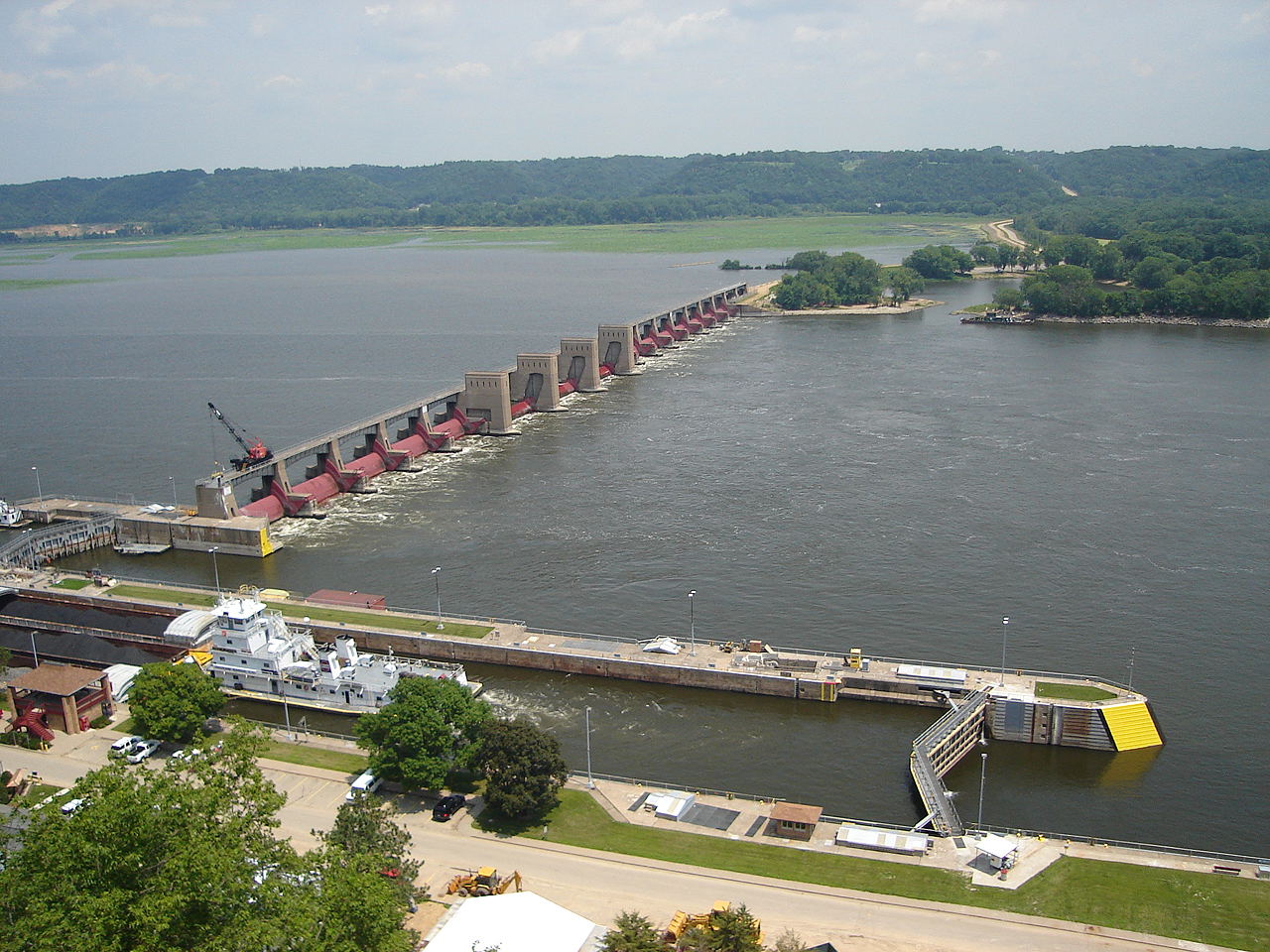
Lock and dam No. 11 mit Blick auf das Wisconsin-Ufer, seit 2004 im NRHP gelistet

## Bevölkerung
Nach der Volkszählung im Jahr 2010 lebten im Dubuque County 93.653 Menschen in 36.962 Haushalten. Die Bevölkerungsdichte betrug 59,5 Einwohner pro Quadratkilometer. In den 36.962 Haushalten lebten statistisch je 2,37 Personen.
Ethnisch betrachtet setzte sich die Bevölkerung zusammen aus 94,1 Prozent Weißen, 2,7 Prozent Afroamerikanern, 0,2 Prozent amerikanischen Ureinwohnern, 0,9 Prozent Asiaten sowie aus anderen ethnischen Gruppen; 1,3 Prozent stammten von zwei oder mehr Ethnien ab. Unabhängig von der ethnischen Zugehörigkeit waren 1,9 Prozent der Bevölkerung spanischer oder lateinamerikanischer Abstammung.
23,8 Prozent der Bevölkerung waren unter 18 Jahre alt, 60,9 Prozent waren zwischen 18 und 64 und 15,3 Prozent waren 65 Jahre oder älter. 50,7 Prozent der Bevölkerung war weiblich.
Das jährliche Durchschnittseinkommen eines Haushalts lag bei 46.894 USD. Das Prokopfeinkommen betrug 24.455 USD. 9,5 Prozent der Einwohner lebten unterhalb der Armutsgrenze.

## Ortschaften im Dubuque County
Citys
| - Asbury - Balltown - Bankston - Bernard - Cascade 1 - Centralia - Dubuque | - Durango - Dyersville 2 - Epworth - Farley - Graf - Holy Cross - Luxemburg | - New Vienna - Peosta - Rickardsville - Sageville - Sherrill - Worthington - Zwingle 3 |

Unincorporated Communities
| - Eagle Point - Fillmore - Key West - Julien | - Massey - Petersburg - Shawondasse |

## Gliederung
Das Dubuque County ist in 17 Townships eingeteilt:
| Township           | Einw. (2010) | FIPS     |
| ------------------ | ------------ | -------- |
| Cascade Township   | 1135         | 19-90486 |
| Center Township    | 2505         | 19-90597 |
| Concord Township   | 873          | 19-90798 |
| Dodge Township     | 1266         | 19-91005 |
| Dubuque Township   | 6585         | 19-91086 |
| Iowa Township      | 505          | 19-92061 |
| Jefferson Township | 1278         | 19-92217 |
| Liberty Township   | 610          | 19-92451 |
| Mosalem Township   | 1800         | 19-93024 |

| Township               | Einw. (2010) | FIPS     |
| ---------------------- | ------------ | -------- |
| New Wine Township      | 4804         | 19-93108 |
| Peru Township          | 1575         | 19-93309 |
| Prairie Creek Township | 613          | 19-93498 |
| Table Mound Township   | 3699         | 19-94077 |
| Taylor Township        | 3872         | 19-94098 |
| Vernon Township        | 3072         | 19-94332 |
| Washington Township    | 432          | 19-94491 |
| Whitewater Township    | 1392         | 19-94728 |

Die Stadt Dubuque gehört keiner Township an.